# David Moncoutié
David Moncoutié (Provins, Sena y Marne, 30 de abril de 1975) es un exciclista francés, que fue profesional entre los años 1997 y 2012, siempre en el equipo Cofidis siendo uno de los mejores franceses de su época.[cita requerida]
Destacó por sus dotes como escalador, ya que ganó 2 etapas de montaña del Tour de Francia y cuatro de la Vuelta a España, además de obtener también cuatro maillots de la montaña en la Vuelta, en los años que ganó etapas.

## Biografía
Creció en una familia de carteros en Biars-sur-Cère, Lot y comenzó el ciclismo en el "Club Cicliste Biars-Bretenoux"
Excelente Escalador, considerado uno de los mejores ciclista franceses de la década de 2000 juntos con Thomas Voeckler y Sylvain Chavanel fue profesional desde el año 1997, cuando debutó con el equipo francés del Cofidis, en donde ha permaneció durante toda su carrera hasta su retiro en 2012. Es un escalador que consiguió su primera victoria profesional en una etapa de montaña del Dauphiné Libéré y que comenzó a destacar con su 13.º puesto en la general final del Tour de Francia 2002.

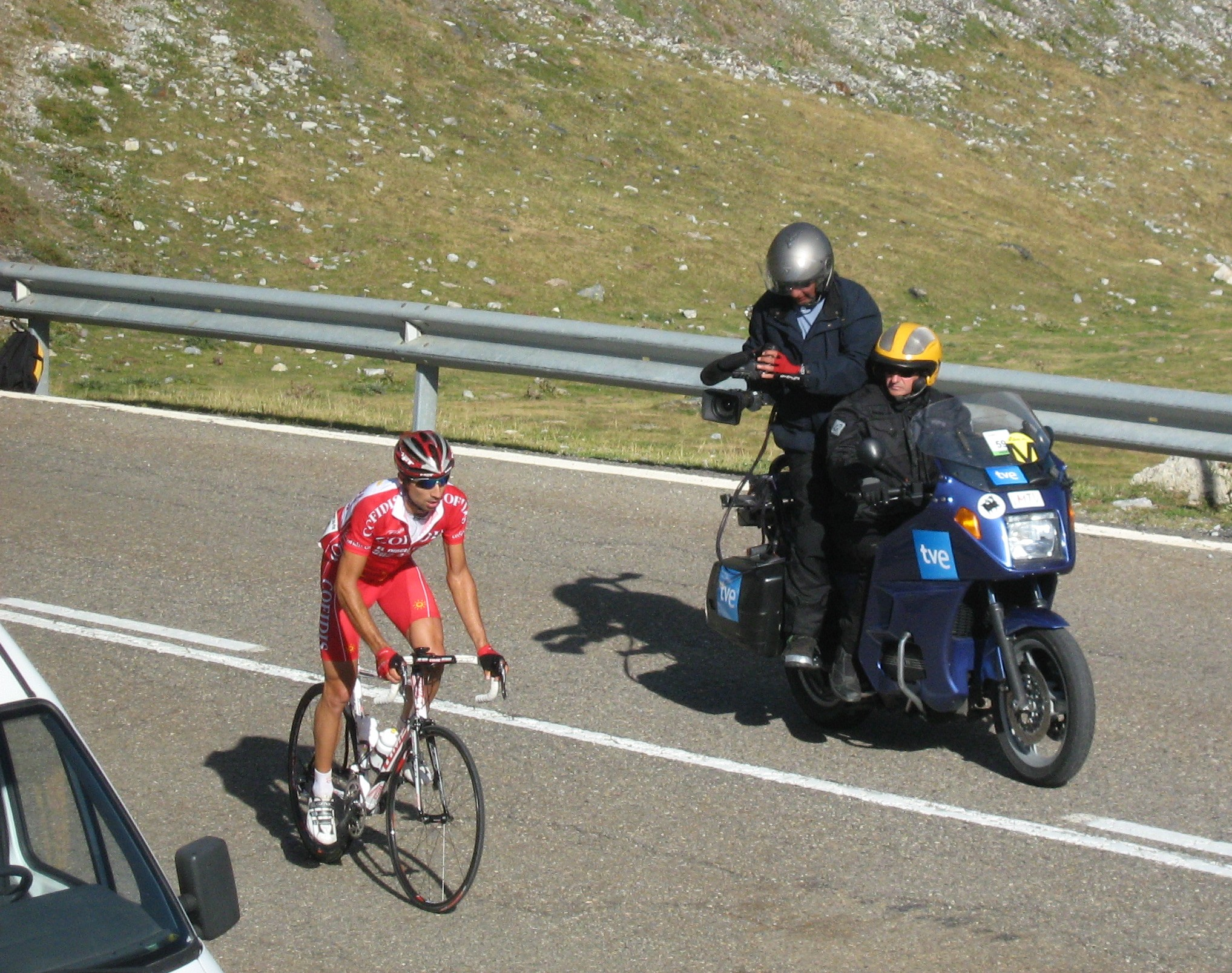
David Moncoutié en la Vuelta a España durante la disputa de la 8.ª etapa, en el Puerto de la Bonaigua, etapa que ganaría.

Su consagración llegó con la victoria de etapa que finalizaba en Figeac, de la edición de 2004 del Tour de Francia. Al año siguiente repitió triunfo en la etapa de Briançon a Digne-les-Bains en el Día de la Bastilla.
En 2008 realizó una buena actuación en la Vuelta a España, donde logró una victoria de etapa (acabada en Pla de Beret) y la clasificación de la montaña, además de finalizar octavo en la clasificación general.
Le tuvo cogida la medida a la ronda española, puesto que en las ediciones de la Vuelta a España de 2008, 2009, 2010 y 2011 logró adjudicarse el maillot de la montaña, ganando además una etapa de alta montaña en cada una de ellas (Pla de Beret, Sierra Nevada, Xorret del Catí y Manzaneda), además de acabar bien clasificado en la general en algunas ediciones: 8.º en 2008 y 12.º en 2010.
Disputó la Vuelta a España 2012, donde perseguía su quinta clasificación de la montaña de forma consecutiva. Finalmente no lo consiguió. Además, al finalizar la Vuelta, anunció su retirada del ciclismo siendo esta su última carrera. El pelotón en la última etapa de la citada Vuelta, le dejó rodar unos kilómetros en solitario por el Paseo de la Castellana junto con el alemán Grischa Niermann en señal de despedida, ya que ambos se retiraron del ciclismo tras la ronda española.

## Palmarés
| 1999 - 1 etapa de la Dauphiné Libéré 2000 - 1 etapa del Tour del Porvenir 2001 - 1 etapa del Tour de Limousin 2002 - 1 etapa del Critérium Internacional - Clásica de Alcobendas, más 1 etapa - 2.º en el Campeonato de Francia Contrarreloj 2003 - 1 etapa del Tour del Mediterráneo - Gran Premio de Lugano - 1 etapa de la Ruta del Sur 2004 - 1 etapa del Tour de Francia 2005 - 1 etapa de la Vuelta al País Vasco - 1 etapa del Tour de Francia | 2008 - 1 etapa de la Vuelta a España, más la clasificación de la montaña 2009 - 1 etapa del Tour del Mediterráneo - 1 etapa de la Dauphiné Libéré - 1 etapa de la Vuelta a España, más la clasificación de la montaña 2010 - Ruta del Sur, más 1 etapa - 1 etapa de la Vuelta a España, más la clasificación de la montaña 2011 - Tour del Mediterráneo, más 1 etapa - Tour de l'Ain - 1 etapa de la Vuelta a España, más la clasificación de la montaña |

## Resultados en Grandes Vueltas y Campeonatos del Mundo

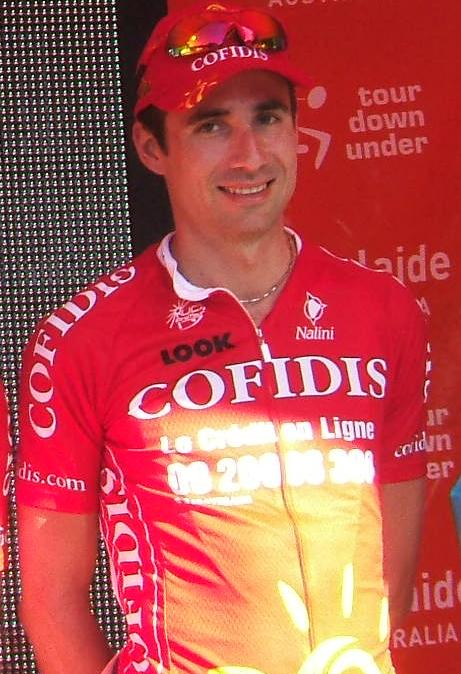
Moncoutié siempre ha formado parte del equipo Cofidis

| Carrera         | Carrera         | 1997 | 1998 | 1999 | 2000 | 2001 | 2002 | 2003  | 2004 | 2005 | 2006 | 2007 | 2008 | 2009 | 2010 | 2011 | 2012  |
| --------------- | --------------- | ---- | ---- | ---- | ---- | ---- | ---- | ----- | ---- | ---- | ---- | ---- | ---- | ---- | ---- | ---- | ----- |
|                 | Giro de Italia  | —    | —    | —    | —    | —    | —    | —     | —    | —    | —    | —    | —    | —    | 68.º | —    | —     |
|                 | Tour de Francia | —    | —    | —    | 75.º | 48.º | 13.º | 43.º  | 34.º | 67.º | 57.º | —    | 40.º | 58.º | —    | 41.º | Ab.   |
|                 | Vuelta a España | —    | —    | —    | —    | —    | —    | —     | —    | —    | —    | —    | 8.º  | 27.º | 12.º | 37.º | 109.º |
| Mundial en Ruta | Mundial en Ruta | —    | —    | —    | —    | —    | —    | 109.º | 46.º | —    | —    | —    | —    | —    | —    | —    | —     |

—: no participa

Ab.: abandono

## Equipos
- Cofidis (1997-2012)

## Reconocimientos
- 2.º en la Bicicleta de Oro Francesa (2005)
- 3.º en la Bicicleta de Oro Francesa (2002)